# 犹凤歧
犹凤歧（1910年9月26日—1997年2月23日），贵州省桐梓县人，中华人民共和国政治人物。

## 生平
1933年，参加革命工作，同年8月，加入中国共产党，曾在上海做党的地下工作，当过码头工人、教员，任过支部书记。1930年又与留沪学生徐进、中共地下党夏爵一等创办《黔民月刊》宣传抗日救亡运动。1938年至1946年，任中共四川万县中心县委委员、中共四川梁山县委书记、贵州地下党南方局特派员、延安中央宣传部科员。1946年至1954年，任中共中央华东局组织部科长、行政处副处长，西南军政委员会秘书处处长、办公厅副主任、办公厅主任。
中华人民共和国成立后，1956年3月9日至1958年9月24日担任国务院机关事务管理局副局长；后改任中华人民共和国对外文化联络委员会副秘书长兼办公厅主任、全国手工业合作总社办公厅主任、贵州省轻工业厅厅长、轻工业部办公厅负责人等职。1997年2月23日在北京病逝，享年87岁。 